# I cerchi nell'acqua
I cerchi nell'acqua è una miniserie televisiva italiana diretta da Umberto Marino, trasmessa dal 14 al 28 dicembre 2011 sull'emittente televisiva Canale 5.
Si tratta della versione italiana di una miniserie realizzata nel 2004 da France 2 Le Miroir de l'eau.
Protagonisti della serie televisiva sono, tra gli altri, Alessio Boni, Vanessa Incontrada, Elena Russo, Giovanni Calcagno e Paola Pitagora.

## Il titolo
Il titolo è I cerchi nell'acqua perché gli omicidi sono come gocce; la prima goccia, caduta anni prima, continua a espandersi in grossi cerchi nel lago, continuando a provocare dolore.

## Ambientazione
La storia è ambientata in un paesino del nord in un lago, una specie di isolotto (mentre nella realtà il film è stato girato in Lituania); in questa piccola località, in cui tutti sanno di tutti, nasce il sentimento intenso tra Davide e Bianca, ma anche l'intreccio di diversi omicidi, che sconvolgono il paese e la finta quiete: nel paese chi sa tace per coprire qualcun altro.

## Trama
Davide Freccero, stimato fotografo, torna nel suo paese natale dopo vent'anni di assenza per la morte del padre; qui ritrova il fratello Ferruccio e il resto della famiglia, ma scopre anche che Ginevra, la sua fidanzata di allora, è morta in circostanze misteriose un anno dopo la sua partenza. In seguito al suo ritorno, Alessia, figlia di Ferruccio, muore assassinata nel lago come era accaduto per Ginevra; questo lo spinge ad iniziare un'indagine, affiancato da Bianca Della Rocca, sorella di Ginevra.
Le indagini saranno agevolate dalle previsioni della piccola Alice, figlia di Marta, preveggente, mentre per Bianca e Davide nasce una forte attrazione reciproca, anche se Elsa Della Rocca, madre di Bianca, è pronta a ostacolare il loro sentimento con tutte le sue forze, come successe anni prima per Davide e Ginevra. Il primo ad essere sospettato è Goffredo, marito di Bianca e nuovo compagno di Marta, ma il commissario Spatafora si dovrà ricredere e ricomincerà l'indagine da capo e, mentre Davide e Bianca cercano pazientemente prove e indizi, Elsa, ostinata a mantenere il segreto, sa tutto e non vuole parlare. Dopo l'omicidio di Ferrari, il barbone del paese, che ricattava l'assassino, Davide aiuta il commissario Sandro Spatafora, padre di Alice, nelle difficili indagini.

### Prima puntata
Ginevra della Rocca, rampolla di una potente famiglia, viene trovata morta nel lago che ciconda il paesino del nord-Italia dove viveva.
Passano vent'anni, e Davide Freccero, un fotoreporter quarantenne, torna nella sua cittadina originaria dopo molto tempo, per la morte del povero padre. Così, ritrova Ferruccio, suo fratello maggiore, e la sua famiglia, formata dalla moglie e dai due figli. La prima si chiama Alessia, non ha nemmeno diciotto anni, ed il secondogenito, un bambino che instaura ben presto un rapporto confidenziale con lo zio che non aveva mai visto prima d'ora. La notizia del ritorno di Davide, viene dopo poco intercettata da Elsa della Rocca, matriarca dell'omonima famiglia borghese. Inoltre, era lei la madre di Ginevra, ed ha anche un'altra figlia, Bianca, che nel frattempo si è sposata con il rigido Goffredo e che le ha dato una nipote, la bella Elena, migliore amica di Alessia Freccero. Davide, presto, verrà informato della morte di Ginevra. Lui si era trasferito un anno prima dell'omicidio della giovane, che era la sua devota fidanzata. Questa scoperta provoca in lui un po' di malessere, ma verrà consolato da Bianca, che aveva visto per l'ultima volta ventuno anni prima, quando lei era ancora una bambina di dieci anni. Dopo poco noi sapremo che Alessia è ossessivamente innamorata di Goffredo, il padre della sua migliore amica, che però la rifiuta per la maggior parte delle volte, soprattutto perché lui già tradisce la moglie con Marta, ex moglie del commissario di polizia del luogo e madre della piccola Alice. L'incontro con Davide fa scattare in Bianca una grande curiosità. Chi può aver fatto del male a sua sorella? Fa domande alla madre, ma Elsa non le dice nulla ed è infastidita dal feeling che sta unendo la figlia e Freccero, e da Freccero stesso.  Frattanto Davide si insospettisce di più appena comprende che Ginevra non è sta mai volutamente messa nella cappella della nobile famiglia. Ne parla con Bianca, che rivede nella sua libreria in centro, in cui lavora anche il giovane galeotto Ivan, segretamente fidanzato di Elena. La scena passa ad Alice, figlia di Marta, che ha, misteriosamente, una visione. Il fantasma di Ginevra della Rocca la avverte: la sera della festa del paese, che è imminente, accadrà qualcosa di brutto. Nessuno, però, crede alla bambina, che si fida solo di Anna, la sua giovane maestra elementare (che per altro ha scoperto di essere stata adottata). La sera della festa, le ragazze sfilano con antichi abiti. Alessia, però, si allontana e nessuno sa dove sia. Verrà trovata morta nel lago, come Ginevra vent'anni prima. Tutti sono sconvolti, e la famiglia Freccero è aiutata da Valeria e Duccio Previtera, due fratelli. Lei, la maggiore, medico ed ex migliore amica di Ginevra. Lui, bidello della scuola è affetto da problemi mentali. Ad occuparsi del caso ci pensa Sandro, ex marito di Marta e padre della piccola Alice. I sospetti ricadono in seguito su Luchino Rovigliosi, un ragazzo che s'era buttato nel lago quella sera perché sotto l'effetto di stupefacenti. Bianca si reca da Elena sua figlia, molto preoccupata, e scopre che Alessia faceva la cubista nel locale di Rovigliosi (che ora è in galera, naturalmente). Però, pare proprio che Giulio, amico di Luchino, sappia qualcosa e non voglia dirlo. Davide vuole far luce su quelle morti che negli ultimi vent'anni hanno sconvolto il suo paese, e con l'aiuto di Bianca, promette di indagare.

### Seconda puntata
Davide e Bianca cominciano a credere che il carnefice di Alessia e di Ginevra sia lo stesso. Nel frattempo, sul cadavere della giovane Freccero viene fatta l'autopsia, che rivela che la ragazza è morta per annegamento (nelle acque del lago), e non ci sono segni che dimostrano violenza su Alessia.
Nel frattempo, Goffredo torna dalla sua famiglia in villa Della Rocca con dei piccoli tagli sul collo. Questo fa pensare sua moglie Bianca che possa essere stato lui ad aver gettato Alessia nel lago, e quei segni potrebbero essere stati fatti dalla ragazzina. Ora, le indagini di Sandro iniziano a concentrarsi su di lui, dato che nel diario segreto della ragazza sono state trovate frasi in cui lei svelava la sua passione proprio per Goffredo, che intanto resta l'amante di Marta. La polizia lo arresta immediatamente, ma la piccola Alice ha continuamente visioni su Ginevra, che le fa capire che la vicenda è legata sempre ad un solo assassino pazzo, che non è assolutamente Goffredo. Elena scopre di aspettare un figlio da Ivan, il suo fidanzato, ed è certa di voler il bambino. Nel frattempo la maestra Anna, insegnante di Alice, ricerca ancora i suoi genitori biologici. Valeria decide di aiutare Davide e tutti i Freccero, mentre suo fratello Duccio è sempre più triste. Elsa ha un peso sullo stomaco che non riesce a levarsi, ma non si sente pronta a dire tutto. Davide tiene d'occhio il giovane Ivan, fidanzato di Elena, la figlia di Bianca (che intanto ha detto alla figlia di aver capito della sua relazione con Ivan), che ha scoperto aver avuto una litigata con la vittima Alessia. Sarà lui l'assassino? Davide Freccero e Bianca della Rocca sono sempre più vicini, e capiscono di amarsi l'un l'altro.

### Terza puntata
Bianca soffre molto perché suo marito Goffredo era l'amante di Alessia, riceve un'altra importante e scioccante notizia dalla piccola Alice, che ha avuto un'altra visione che le spiega quello che sta per dire alla Della Rocca. Le rivela che vent'anni prima sua sorella Ginevra aveva avuto una figlia da Davide, e che sua madre Elsa aveva fatto di tutto per nascondere questo segreto anche all'interno della famiglia stesso. Continuando a far luce sul passato di Ginevra, Bianca scopre nel suo vecchio carillon un biglietto per il piccolo che portava in grembo. Elsa, però, dice alla figlia che il bambino di Ginevra nacque morto. In seguito, la Della Rocca informa Davide che lui aveva un figlio, purtroppo morto. L'uomo è sconvolto ed angosciato ora. Goffredo, dal carcere, parla con sua moglie che è andata a fargli visita, e a cui dice di amare davvero la bella Marta, sua amante, e di non aver fatto del male alla povera Alessia. Così, lei si convince che l'assassino è un'altra persona. Elena, figlia di bianca, in seguito alla rivelazione da parte di Ivan di aver avuto una storia con Alessia, è sicura di non voler tenere il suo bimbo, per ciò decide di abortire. Davide si occupa dell'omicidio della nipote, in parte coadiuvato da Valeria, sorella del bidello Duccio. Seguendo una strada tutta sua, arriva fino ad un senzatetto, a cui chiede la camicia che ora indossa e che ha trovato sul lago, ma prima che possa dargliela, viene ucciso... Alice rivela ai suoi genitori di aver delle visioni, e loro la sottopongono ad un medium, che, con il contatto della ragazzina, riesce a vedere le stesse cose che ha visto lei, ma Marta e Sandro rimangono comunque preoccupati, e si rivolgono ad uno psichiatra, che consiglia loro di far ricoverare la bambina. Elsa vinta dal rimorso di aver ceduto la nipote in adozione, decide di togliersi definitivamente la vita, e si immerge nel lago, certa di non ritornare più su. Bianca e Davide, finalmente, si danno il loro primo bacio, e si dichiarano amore reciproco.

### Quarta puntata
Elsa della Rocca sta annegando, è sotto l'acqua del lago, ed è decisa a non risalire. Il padre di Ivan, fidanzato di Elena, un semplice pescatore, la vede, e la salva. Bianca viene subito informata e corre in ospedale, dove, però, scopre che sua madre, appena risvegliata, ha pronunciato il nome Ginevra, e non il suo, e si arrabbia. Bianca uscendo sente una voce familiare. Ma è la voce di Ginevra. Quando capisce da dove viene, scopre che è la piccola Alice, ricoverata in ospedale perché considerata pazza, è svenuta e ora parla con quella voce, tra la confusione di sua madre Marta. Quando si risveglia, la bambina dice che è stata chiamata dalla Signora del Lago e qui tutti capiscono che si tratta di Ginevra, perché si stava avvicinando una persona a cui lei teneva molto in vita, Davide, e vuole che sia proprio lui a scoprire il suo assassino. Così, lui e Sandro, padre commissario della bimba, dopo aver compreso che il carnefice della sua ex fidanzata e di sua nipote è la stessa persona. Spatafora interroga Elsa, cercando di farle dire che non aveva voluto che si facesse l'autopsia sul corpo di sua figlia perché si sarebbe scoperto della sua gravidanza (di questo lo aveva informato Freccero), ma la signora della Rocca nega tutto, e poi si reca da Davide e gli mostra un album di foto, per poi rivelargli che sua figlia è ancora viva, e che è Anna, la maestra elementare. Padre e figlia, per la prima volta, s'incontrano ad un bar, e la loro conversazione termina con un abbraccio, che segna l'inizio della loro vita insieme.
Andando in villa Della Rocca, il commissario Spatafora trova delle foto di Ginevra, e scopre grazie a Davide che probabilmente sono state scattate da una vecchia macchina fotografica che possedeva Duccio, il bidello della scuola, fratello di Valeria, amica di Davide che ha sempre aiutato. Spatafora indaga su di lui, e scopre che vent'anni prima lui era militare, e non era in città, quindi non può essere lui l'assassino, e Davide si tranquillizza. Nel frattempo Elena decide di non abortire e di tenere il bambino, per la felicità di tutti. Sandro scopre che il giorno della morte di Ginevra, Duccio era in città perché aveva una licenza. E se fosse lui l'assassino? Ma è troppo tardi. Alice aveva capito che era lui, e lo aveva provocato, così quel pazzo l'ha presa e l'ha portata nel bosco, dove la tiene come ostaggio. Valeria conosce fin troppo bene il fratello, e lo raggiunge, facendosi dire tutto per filo e per segno da lui. Vent'anni prima, lui era follemente innamorato di Ginevra, ma lei lo rifiutò freddamente, così lui, per vendetta, la uccise, sotto gli occhi della sorella Valeria. Quando vide alla festa del paese Alessia, preoccupato dal ritorno di Davide, pensò che si trattasse dello spirito di Ginevra, e nel tentativo di difendersi, uccise la giovane Freccero. Valeria è preoccupatissima, riesce a far liberare Alice e a farla fuggire, ma viene ferita gravemente dal suo stesso fratello, pazzo di ira. Davide e sua figlia Anna passeggiano per il bosco, e quando sentono tutto quel rumore, corrono. Anna difende la piccola Alice, mentre Davide affronta una volta per tutte Duccio. L'assassino lo colpisce, ma il commissario Spatafora e i suoi uomini lo aiutano, e arrestano quel folle di Duccio, dopo tanto tempo. Valeria, poi, chiede a Davide di perdonarla, per poi lasciarsi morire.
Alla fine, si vedono Davide e Bianca che passeggiano, innamorati più che mai, con la piccola Alice, che vede Ginevra, che le dice che quella sarà l'ultima volta che si vedranno, perché il suo compito è finito. Ora, tutto si è sistemato. Bianca sta per diventare nonna, Davide ha ritrovato sua figlia, e possono vivere insieme per sempre, felici e innamorati.

## Puntate e Ascolti
| nº | Puntata         | Prima TV Italia  | Telespettatori | Share  |
| -- | --------------- | ---------------- | -------------- | ------ |
| 1  | Prima puntata   | 14 dicembre 2011 | 3.963.000      | 15,05% |
| 2  | Seconda puntata | 21 dicembre 2011 | 3.066.000      | 12,19% |
| 3  | Terza puntata   | 27 dicembre 2011 | 3.992.000      | 15,72% |
| 4  | Quarta puntata  | 28 dicembre 2011 | 4.745.000      | 18,46% |